# Renoise

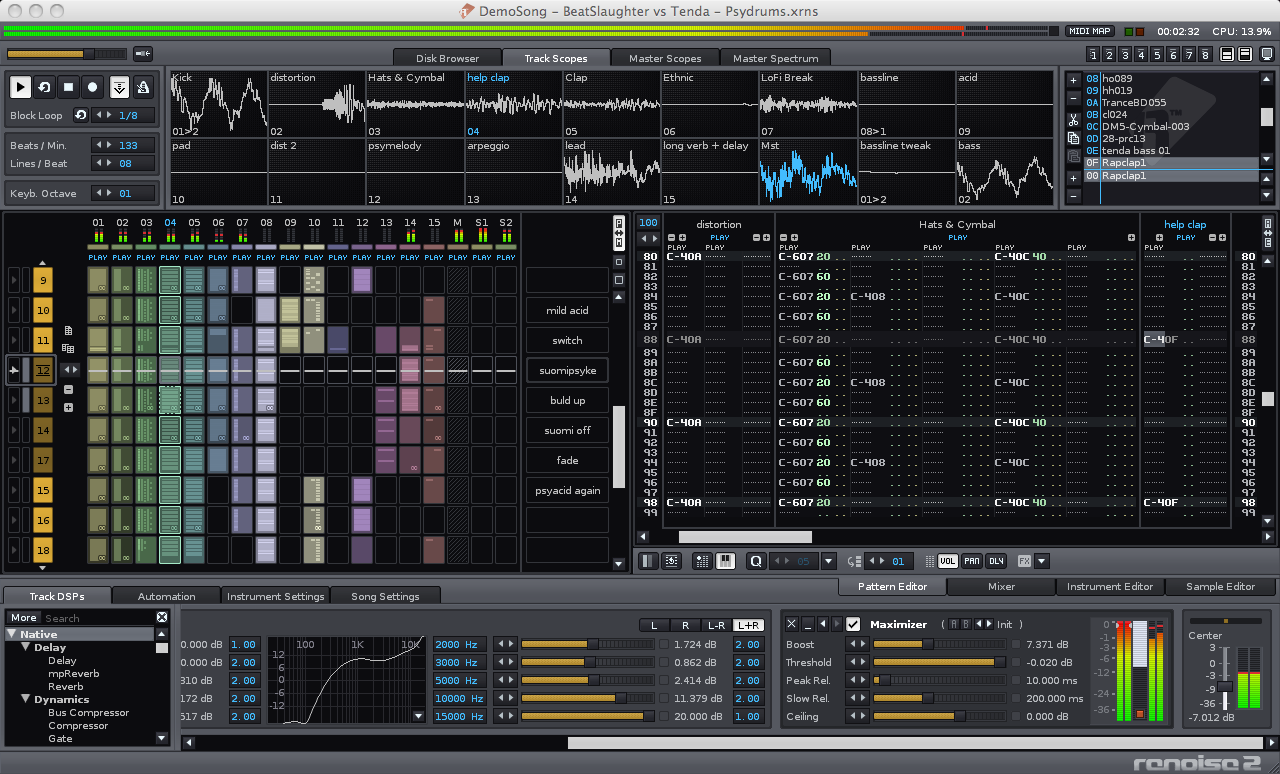
Renoise

Renoise è un software di composizione musicale appartenente alla categoria dei tracker.
Appartiene alla cosiddetta terza generazione di tali programmi, in quanto è stato concepito nativamente per i sistemi operativi attualmente più diffusi (Windows, MacOS e Linux) e supporta i seguenti standard:
- MIDI
- VST
- ASIO (Win e Mac)
- ReWire (Win e Mac)
- ALSA (Linux)
- JACK (Linux)
- LADSPA (Linux).
- DSSI (Linux).